# Hymenophyllum novoguineense
Hymenophyllum novoguineense là một loài dương xỉ trong họ Hymenophyllaceae. Loài này được K.Iwats. mô tả khoa học đầu tiên năm 2006.
Danh pháp khoa học của loài này chưa được làm sáng tỏ. 